# Sangre fría (novela)
Sangre fría es una novela de Douglas Preston y Lincoln Child. Se publicó en 2011 por Grand Central Publishing, en España por la editorial Plaza y Janes y es la número 11 en la serie de Aloysius Pendergast, además de la segunda parte de la trilogía de Helen.

## Argumento
El agente Pendergast no piensa descansar hasta que la última persona envuelta en el asesinato de su esposa pague por ello. Persiguiéndoles hasta las Tierras Altas de Escocia descubre que el peligro es mayor del que pensaba pues se trata del Covenant ("Der Bund" en alemán), una red de nazis que se mantiene en la sombra para manipular acontecimientos a nivel global.

## Acogida
. Pendergast, desesperado por conocer la verdad sobre la muerte de su esposa, se embarca en una expedición de caza junto a su cuñado, Judson Esterhazy, que le cuenta un sorprendente secreto. Vincent D'Agosta, aparece poco en la novela, pero Corrie Swanson reaparece tras su debut en Naturaleza muerta. Los autores hacen un buen trabajo pero al ser la segunda parte de una trilogía los nuevos lectores deberían comenzar por libros anteriores. (Aug.)

—Review by Publishers Weekly